# Zamek w Leirii
Zamek w Leirii (port: Castelo de Leiria) – zamek w Leiria w dystrykcie Leiria. 
Jest to średniowieczny zamek położony na wzgórzu, które dominuje nad Leirią oraz pobliską rzeką Lis.
Zamek jest klasyfikowany jako Pomnik Narodowy od 1910. 